# هکن
هکن (به آلمانی: Hecken) یک شهر در آلمان است که در راین-هونسروک واقع شده‌است. هکن ۱۲۷ نفر جمعیت دارد.